# Verwaltungsgemeinschaft Ihrlerstein
Die Verwaltungsgemeinschaft Ihrlerstein liegt im niederbayerischen Landkreis Kelheim und wird von folgenden Gemeinden gebildet:
1. Essing, Markt, 1115 Einwohner, 17,32 km²
2. Ihrlerstein, 4212 Einwohner, 23,03 km²

Sitz der Verwaltungsgemeinschaft ist Ihrlerstein.
Der Verwaltungsgemeinschaft gehörte von der Gründung am 1. Mai 1978 bis 31. Dezember 1979 auch die Marktgemeinde Painten an.